# Született július 4-én
A Született július 4-én (eredeti cím: Born on the Fourth of July) 1989-ben bemutatott amerikai életrajzi háborús filmdráma, amely Ron Kovic 1976-ban íródott, Born on the Fourth of July című bestseller önéletrajzán alapul.
Rendezője Oliver Stone, a forgatókönyvet Stone és Kovic közösen írta, a főszereplők Tom Cruise, Kyra Sedgwick, Raymond J. Barry, Jerry Levine, Frank Whaley és Willem Dafoe. A film Kovic (Cruise) életét mutatja be egy húszéves periódus alatt, részletezve a gyerekkorát, a katonai szolgálatát és lebénulását a vietnámi háború alatt, valamint háborúellenes aktivistává válását.
Ez a film a második rész Stone vietnámi háborúról szóló trilógiájából, melyet A szakasz (1986) előz meg és az Ég és föld (1993) követ.

## Szereplők
| Szerep                   | Színész          | Magyar hang       | Magyar hang     |
| Szerep                   | Színész          | 1. szinkron       | 2. szinkron     |
| ------------------------ | ---------------- | ----------------- | --------------- |
| Ron Kovic                | Tom Cruise       | Rátóti Zoltán     | Kautzky Armand  |
| Charlie                  | Willem Dafoe     | Sörös Sándor      | Sörös Sándor    |
| Donna                    | Kyra Sedgwick    | Götz Anna         | Major Melinda   |
| Mr. Kovic, Ron apja      | Raymond J. Barry | Dobránszky Zoltán | Versényi László |
| Steve Boyer              | Jerry Levine     | Schnell Ádám      | Láng Balázs     |
| Timmy                    | Frank Whaley     | Felföldi László   | Damu Roland     |
| Mrs. Kovic, Ron anyja    | Caroline Kava    | Földi Teri        | Kovács Nóra     |
| Légióparancsnok          | Ed Lauter        | N/A               | Forgács Gábor   |
| Tengerészgyalogos őrnagy | John Getz        | Trokán Péter      | Jantyik Csaba   |
| Veterán                  | Michael Wincott  | N/A               | N/A             |
| Billy Vorsovich          | Stephen Baldwin  | Kerekes József    | N/A             |
| Orvos                    | Bob Gunton       | Pathó István      | Csuha Lajos     |

## Fordítás
- Ez a szócikk részben vagy egészben  a   Born on the Fourth of July (film) című angol Wikipédia-szócikk fordításán alapul.  Az eredeti cikk szerkesztőit annak laptörténete sorolja fel. Ez a jelzés csupán a megfogalmazás eredetét és a szerzői jogokat jelzi, nem szolgál a cikkben szereplő információk forrásmegjelöléseként.